# Leopoldo I de Anhalt-Dessau
El príncipe Leopoldo I de Anhalt-Dessau, llamado el Viejo Dessauer (Dessau, Alemania, 3 de julio de 1676 - ibíd., 7 de abril de 1747), fue un príncipe alemán, soberano de Anhalt-Dessau, mariscal de campo de Prusia y del Sacro Imperio Romano Germánico y reformador del ejército prusiano.

## Biografía
Leopoldo era el noveno hijo del príncipe Juan Jorge II de Anhalt-Dessau y de su esposa holandesa Enriqueta Catalina de Orange-Nassau, hija de Federico Enrique de Orange-Nassau. Su padre había servido como mariscal de campo en Brandeburgo y fue gobernador de la Marca. Por línea materna estaba emparentado con las dinastías de los Países Bajos e Inglaterra.
Recibió una educación adecuada a su futura carrera militar y enfocada al entrenamiento con armas, el deporte y la caza, pero conservó una "expresión escrita ... torpe y una escritura incorrecta ortográficamente". A mediados de los años ochenta del siglo XVII conoció a la hija del farmacéutico de la corte de Dessau, Ana Luisa Föhse, que se convirtió en su novia de la infancia y más tarde en su esposa. El primer mando militar se lo dio el Emperador en 1688, cuando Leopoldo era todavía un niño, y con el grado de coronel se hizo cargo del regimiento de infantería de Diepenthal.
Cuando su padre murió en 1693, su madre la princesa Enriqueta Catalina asumió la tutela del heredero que era aún menor de edad. Pronto organizó una gira para el muchacho, como era habitual para los nobles jóvenes en aquella época, no solo con el fin de que ampliara la formación, sino también para distanciarle de su amante burguesa. Viajó durante más de un año por Italia, visitando Verona, Venecia, Ferrara, Roma (donde conoció a Augusto el Fuerte), Nápoles, Florencia y Turín (donde se encontró con el príncipe Eugenio de Saboya), y escaló el Vesubio.
En 1696 ascendió a general de división, y a las órdenes de Friedrich von Heyden tomó parte, al mando de tropas prusianas, en la guerra de sucesión española, distinguiéndose en el sitio de Kaiserswerth y los asedios de Venlo y Bonn (1703). Tras ser nombrado teniente general, Leopoldo comandó un cuerpo prusiano de 6000 hombres en la primera batalla de Höchstädt, con el que cubrió la retirada del ejército derrotado de la Alianza. En 1704 fue ascendido a general de infantería. Al frente de sus 12.000 hombres participó en la victoria lograda en la segunda batalla de Höchstädt (o batalla de Blenheim) a las órdenes de Eugenio de Saboya. Después luchó en la batalla de Cassano (1705) y en el sitio de Turín (1706), en el norte de Italia.
En 1709 participó en el asedio de Tournai y en la batalla de Malplaquet en Flandes con el príncipe Eugenio y el duque de Marlborough. Después de haber tomado la fortaleza de Moers, ocupada por los holandeses en noviembre de 1712, mediante un ataque por sorpresa, fue ascendido a mariscal de campo el 2 de diciembre de 1712, por lo que fue el militar de más alta graduación de Prusia hasta su muerte en 1747.
Leopoldo I se convirtió en uno de los más íntimos confidentes de Federico Guillermo I cuando subió al trono. En la Gran Guerra Nórdica conquistó Rügen en noviembre y Stralsund en diciembre de 1715.
En la guerra de sucesión polaca (de 1733 a 1738) actuó en Francia como mariscal de campo del Sacro Imperio a las órdenes del príncipe Eugenio.
Cuando Federico, el príncipe heredero de Prusia y futuro Federico II el Grande, huyó en 1730 de la educación dura y autoritaria de su padre y fue capturado después, Leopoldo convenció al rey para que le perdonara y reintegrara en el ejército prusiano. 
Nada más subir al trono en 1740, Federico II inició la primera guerra de Silesia 1740-1742, en la que Leopoldo I ocupó al principio el puesto de comandante en jefe de la Alta Silesia y luego participó con sus tropas en la victoriosa batalla de Chotusitz. A partir de 1743 tuvo constantes desavenencias con Federico II.
Durante la segunda guerra de Silesia (1744-1745) obtuvo una victoria decisiva contra un ejército austro-sajón en la batalla de Kesselsdorf (1745). Al poco tiempo se mudó a Dresde. Austria y Sajonia aceptaron simultáneamente el inicio de las negociaciones y el 25 de diciembre de 1745 se firmó la paz de Dresde que puso fin a la guerra. La victoria conseguida por Leopoldo I solo condujo a una reconciliación temporal con el rey. Leopoldo se retiró a Dessau, donde falleció en 1747.

## Maestro de instrucción del ejército prusiano
Entre 1713 y 1740 el príncipe Leopoldo se dedicó al entrenamiento de la infantería prusiana. Las innovaciones que habían dado buenos resultados en el propio regimiento, fueron adoptadas después en todo el ejército prusiano. Entre ellas estuvo la introducción del paso acompasado por la tropa (andar marcando el paso), que aseguraba la ejecución rápida y simultánea de los movimientos en formación, así como el empleo de la baqueta de hierro, introducida por primera vez en el regimiento de Anhalt hacia 1700 para sustituir a las baquetas de madera y a partir de 1718 en todo el ejército prusiano.
Asimismo se ocupó de perfeccionar la instrucción de la infantería. En Prusia los soldados con años de servicio también tenían que hacer ejercicios a diario, a diferencia de los de Austria, en la que esta obligación solo afectaba a los reclutas. El objetivo de estos ejercicios diarios y continuos era acelerar la velocidad de las maniobras y secuencias que ejecutaban las formaciones en orden cerrado, principalnente durante el combate, y aumentar la velocidad de disparo. Como consecuencia de ello, en 1740 la infantería prusiana era capaz de disparar tres salvas por fila de soldados, mientras que en otros ejércitos este ritmo era de dos salvas nada más por minuto. Como quiera que la infantería prusiana actuaba en formaciones de tres filas de profundidad, disparaba en total nueve salvas por minuto. La mayoría de los demás ejércitos tenían cuatro filas en profundidad, por lo que solo disparaban ocho salvas por minuto.
No obstante, esta concentración parcial en mejorar la instrucción de la infantería tuvo como consecuencia que se descuidara la instrucción de la caballería. Al estallar las guerras de Silesia, la caballería prusiana era considerada muy inferior a la de los enemigos.

## Matrimonio e hijos

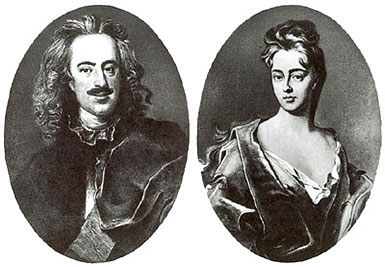
Retratos de Leopoldo I y Ana Föhse

Leopoldo I se casó morganaticamente el 8 de septiembre de 1698, en Dessau, con Ana Föhse (Dessau, 22 de marzo de 1677 - Dessau, 5 de febrero de 1745), hija de un boticario de Dessau. Enriqueta trató de impedir el matrimonio pero Leopoldo, al cumplir la mayoría de edad, se casó con su pareja de la infancia. Tuvieron diez hijos:
- Guillermo Gustavo de Anhalt-Dessau (20 de junio de 1699, Dessau - 16 de diciembre de 1737, Dessau), príncipe heredero de Anhalt-Dessau.
- Leopoldo Maximiliano (25 de diciembre de 1700, Dessau - 16 de diciembre de 1757, Dessau), Príncipe de Anhalt-Dessau (1747-1757).
- Dietrich de Anhalt-Dessau (2 de agosto de 1702, Dessau - 2 de diciembre de 1769, Dessau), más tarde regente.
- Federico Enrique Eugenio de Anhalt-Dessau (27 de diciembre de 1705, Dessau - 2 de marzo de 1781, Dessau).
- Enriqueta María Luisa de Anhalt-Dessau (3 de agosto de 1707, Dessau - 7 de agosto de 1707, Dessau).
- Luisa (21 de agosto de 1709, Dessau - 29 de julio de 1732, Bernburg), se casó el 25 de noviembre de 1724 con Víctor Federico de Anhalt-Bernburg.
- Mauricio de Anhalt-Dessau (31 de octubre de 1712, Dessau - 11 de abril de 1760, Dessau).
- Anna Guillermina de Anhalt-Dessau (13 de junio de 1715, Dessau - 2 de abril de 1780, Dessau).
- Leopoldina María de Anhalt-Dessau (12 de diciembre de 1716, Oranienbaum - 27 de enero de 1782, Kolberg), se casó el 13 de febrero de 1739 con Federico Enrique de Brandeburgo-Schwedt.
- Enriqueta Amalia de Anhalt-Dessau (7 de diciembre de 1720, Dessau - 5 de diciembre de 1793, Dessau).

Leopoldo tendría 2 hijos ilegítimos con Leonor Söldner (Ellrich, 7 de septiembre de 1710 - Dessau, 16 de septiembre de 1779).
- Datos: Q61695
- Multimedia: Leopold I, Prince of Anhalt-Dessau / Q61695